# Skopska biskupija
Skopska biskupija je rimokatolička dijeceza u Sjevernoj Makedoniji, sufraganska biskupija Vrhbosanske metropolije. Sjedište joj je u Skopju, a na čelu joj je biskup Kiro Stojanov, koji je ujedno eparh Grkokatoličke eparhije Uznesenja Blažene Djevice Marije Strumica-Skopje.

## Vanjske poveznice
- Povijest skopske katedrale i biskupije Pristupljeno 11. lipnja 2013.
- Makedonski katolici - malobrojna, ali živa i kompaktna zajednica  Arhivirana inačica izvorne stranice od 4. ožujka 2016. (Wayback Machine) Pristupljeno 11. lipnja 2013.